# Connarus schultesii
Connarus schultesii là một loài thực vật có hoa trong họ Connaraceae. Loài này được Standl. ex R.E.Schult. mô tả khoa học đầu tiên năm 1941.